# Dwight (Illinois)
Pour les articles homonymes, voir Dwight.
Dwight est une ville du comté de Livingston en Illinois.
Fondée en 1854, elle est située à environ 130 km au sud-ouest de Chicago, sur l'ancienne U.S. Route 66.
Sa population était de 4 260 habitants en 2010.

La Route 66 à Dwight
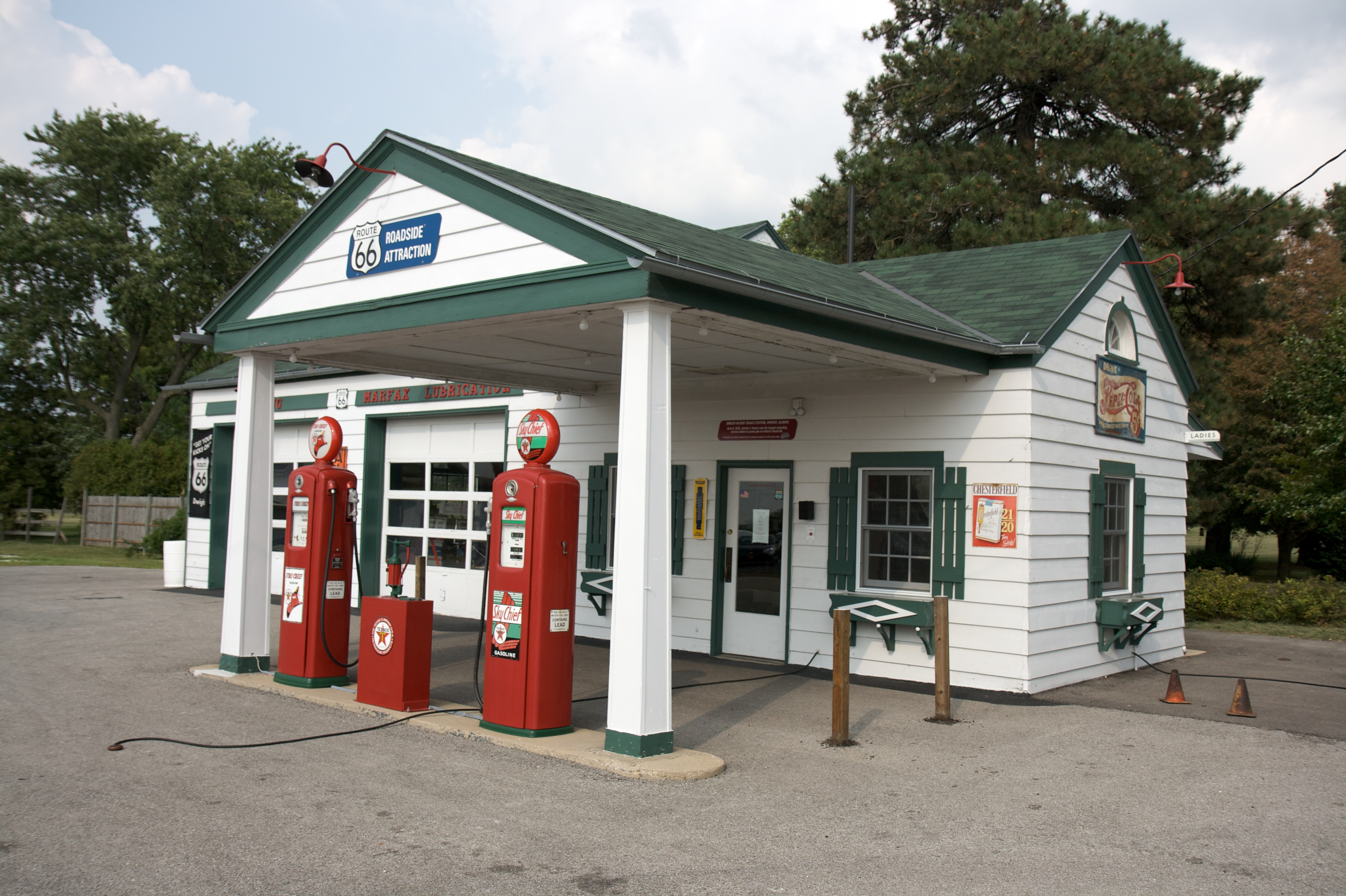
La station-service Texaco d'Ambler.
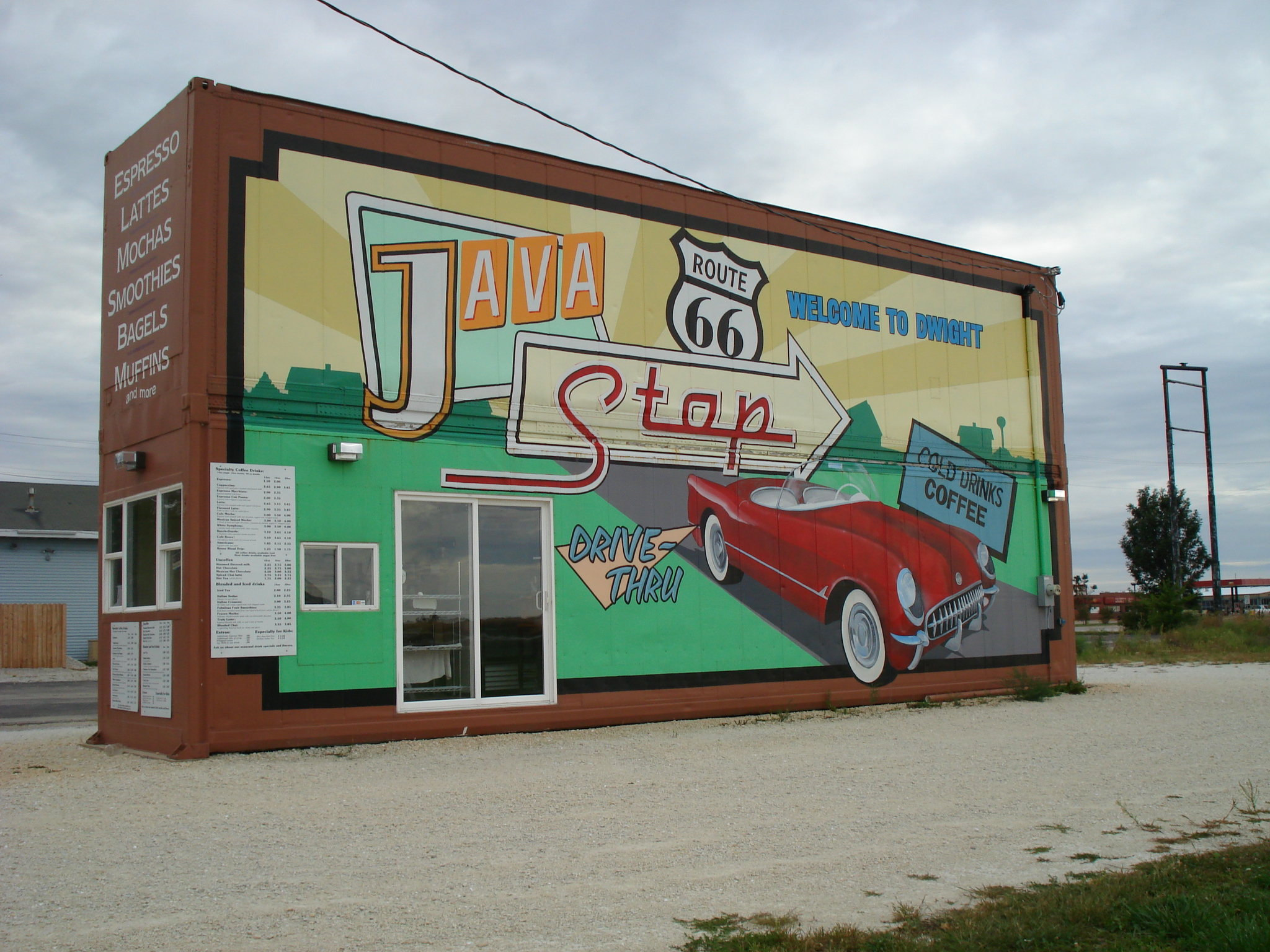
Le café Java.

## Source
- (en) Cet article est partiellement ou en totalité issu de l’article de Wikipédia en anglais intitulé « Dwight, Illinois » (voir la liste des auteurs).